# Serpula crenata
Serpula crenata är en ringmaskart som först beskrevs av Ehlers 1908.  Serpula crenata ingår i släktet Serpula och familjen Serpulidae. Inga underarter finns listade i Catalogue of Life.